# Gramma linki
Gramma tête jaune
Espèce
Statut de conservation UICN

 LC  : Préoccupation mineure
Gramma linki, le Gramma tête jaune, est une espèce de poissons marins de la famille des Grammatidae.

## Répartition
Ce taxon se rencontre dans les pays suivants : Anguilla, Antigua-et-Barbuda, Bahamas, Belize, Cuba, Dominique, Grenade, Guadeloupe, Guatemala, Honduras, Îles Caïmans, Îles Vierges britanniques, Îles Vierges des États-Unis, Jamaïque, Martinique, Mexique, Montserrat, Pays-Bas caribéens, Porto Rico, Saint-Barthélemy, Saint-Christophe-et-Niévès, Saint-Martin, Saint-Martin, Saint-Vincent-et-les-Grenadines et Sainte-Lucie.

## Systématique
Le nom valide complet (avec auteur) de ce taxon est Gramma linki Starck (d) & Colin (d), 1978,.
Ce taxon porte en français le nom vernaculaire ou normalisé suivant : Gramma tête jaune.
Le WoRMS ne classe plus la famille des Grammatidae dans l'ordre des Perciformes mais dans celui des Ovalentaria incertae sedis.

### Étymologie
Son épithète spécifique, linki, lui a été donnée en l'honneur de l'inventeur et plongeur sous-marin américain Edwin Albert Link (en) (1904-1981) qui aura permis à la science d'accéder à des régions marines intactes

### Publication originale
- (en) Walter A. Starck et Patrick L. Colin, « Gramma linki: A New Species of Grammid Fish from the Tropical Western Atlantic », Bulletin of Marine Science, École Rosenstiel des sciences marines et atmosphériques (d), vol. 28, no 1,‎ janvier 1978, p. 146-152 (ISSN 1553-6955 et 0007-4977, OCLC 297220873, lire en ligne).